# Sweet Caroline (chanson)
Pour les articles homonymes, voir Sweet Caroline (homonymie).
 (septembre 2024).
Si vous disposez d'ouvrages ou d'articles de référence ou si vous connaissez des sites web de qualité traitant du thème abordé ici, merci de compléter l'article en donnant les références utiles à sa vérifiabilité et en les liant à la section « Notes et références ».
Singles de Neil Diamond
'Brother Love's Travelling Salvation Show'
(1969) Holly Holy
(1969)
Sweet Caroline est une chanson du répertoire de Neil Diamond. Le single est sorti le 16 septembre 1969. La chanson est ensuite incluse dans les nouveaux pressages de l'album Brother Love's Travelling Salvation Show, dont la version initiale, sortie le 4 avril 1969, ne contenait pas ce titre.
La chanson se classe n°4 dans le Billboard Hot 100.

## Inspiration
Neil Diamond a donné plusieurs explications concernant l'origine de cette chanson. Dans une interview de 2007, il a révélé que l'inspiration de la chanson provenait de la fille de John Fitzgerald Kennedy, Caroline, et plus précisément d'une photographie parue dans la presse quelques années avant la création de la chanson, montrant Caroline, alors enfant, avec un poney et ses parents. Cette même année, il a chanté ce titre à l'occasion du 50e anniversaire de Caroline Kennedy.

## Reprises
Le succès de la chanson est lié à l'interprétation d'Elvis Presley, entre 1969 et 1971.[réf. nécessaire]
Eddy Mitchell a repris cette chanson en 1969 sur l'album Mitchellville en la rebaptisant Miss Caroline.
Le groupe de funk The Gap Band en a fait une reprise en 1980.
En 2009, la chanson est reprise par Puck (Mark Salling) dans l'épisode 8 de la première saison de la série Glee.
La chanson est reprise pendant quelques secondes dans l'épisode 3 de la septième saison de The Big Bang Theory, en 2013.
Rod Stewart a repris la chanson le 5 juin 2022 à l'occasion du grand concert organisé pour le jubilé de platine d'Élisabeth II.
Dimitri Vegas & Like Mike, Timmy Trumpet et Brennan Heart ont repris les paroles et la base musicale pour une version "électro" en novembre 2022.
La chanson est reprise par Sofia Carson dans le film Nos cœurs meurtris (Purple Hearts) diffusé sur Netflix en 2022.

## Utilisations en lien avec le sport
La chanson est jouée régulièrement dans plusieurs stades de baseball. Elle est jouée à Boston, au Fenway Park, à chaque match des Red Sox de Boston, au milieu de la 7e manche.
Elle est également l'hymne non officiel du Hong Kong Sevens, l'une des 9 étapes de l'IRB Sevens World Series.
Elle est aussi utilisée lors de multiples compétitions internationales de handball (Final 4 de la ligue des champions, championnat du monde, championnat d'Europe).
Lors des victoires des Castleford Tigers en Rugby League, cette chanson résonne dans le stade également.
Elle est la chanson d'entrée du joueur professionnel de darts Daryl Gurney.
Dans le film The Miracle Season sorti en 2018 et inspiré par une histoire vraie, la chanson est reprise par l'équipe féminine de volley de l'Université de Iowa City, les West, en hommage à Caroline Found, leur capitaine, disparue en 2011.
Véritable hymne britannique, Sweet Caroline est souvent utilisée par les sportifs britanniques, notamment les pratiquants d'arts martiaux, comme les boxeurs Tyson Fury et Anthony Joshua ou encore le combattant UFC Darren Till.
En Belgique, les supporters du club de football de l'Union Saint-Gilloise l'entonnent avant chaque match.
En France, dans le championnat de rugby du Top 14, cette chanson est diffusée dans le stade Marcel-Deflandre de La Rochelle, lorsque le Stade rochelais gagne ses matchs à domicile.